# Панова (Тюменская область)
Панова — деревня в Тобольском районе Тюменской области, входит в состав Ушаровского сельского поселения.
Находится на берегу реки Островная.

## Население
| 2010 |
| ---- |
| 19   |